# Guddenahalli, Krishnarajpet
Guddenahalli là một làng thuộc tehsil Krishnarajpet, huyện Mandya, bang Karnataka, Ấn Độ.